# Hedwiges Maduro
Hedwiges Eduard Martinus Maduro (Almere, 13 februari 1985) is een Nederlands voetbaltrainer en voormalig profvoetballer die doorgaans als middenvelder speelde. Hij kwam als voetballer van 2004 tot en met 2018 uit voor achtereenvolgens Ajax, Valencia, Sevilla, PAOK Saloniki, FC Groningen en Omonia Nicosia. Maduro speelde van 2005 tot en met 2011 achttien interlands. In oktober 2023 was hij, na het ontslag van hoofdtrainer Maurice Steijn, kortstondig interim-hoofdtrainer van Ajax.

## Carrière

### Voetballer

#### Ajax
Maduro is een zoon van een Curaçaose moeder en een Arubaanse vader, afkomstig uit de Sefardisch-Joodse familie Maduro. Hij speelde in de jeugd voor Waterwijk, Sporting Flevoland en Omniworld voordat hij terecht kwam bij Ajax. Hier stroomde hij in 2004 door vanuit de jeugd naar het eerste elftal.
Daarvoor debuteerde hij in het seizoen 2004-2005 onder hoofdtrainer Ronald Koeman in een met 3-1 verloren UEFA Cupwedstrijd op bezoek bij het Franse AJ Auxerre. Na het vertrek van Koeman veroverde Maduro onder diens opvolger, Danny Blind, een basisplaats bij de Amsterdammers. Bondscoach Marco van Basten verbaasde het Nederlandse voetbalpubliek door hem na vijf wedstrijden in het eerste elftal van Ajax op te roepen voor het Nederlands voetbalelftal. Hij debuteerde in de uitwedstrijd tegen Roemenië en speelde uiteindelijk achttien interlands, waarin hij nooit verloor. Na zijn debuut voor de senioren speelde hij op het WK onder 20 in eigen land. Daar maakte Maduro in de wedstrijd tegen Benin de enige goal.
Tijdens de voorbereiding op het seizoen 2005-2006 speelde hij Tomáš Galásek uit de basis van Ajax. Dat seizoen wonnen ze de KNVB Beker. Hij raakte onder de nieuwe trainer Henk ten Cate echter uit de gratie en werd soms zelfs buiten de selectie gelaten. Aan het einde van het seizoen werd wederom de KNVB Beker gewonnen, maar na het gewonnen EK onder 21 in eigen land moest hij wederom vechten voor zijn kansen bij de Amsterdammers.

#### Valencia
In januari 2008 vertrok hij bij de Nederlands recordkampioen, naar eigen zeggen omdat de leiding van de club een aanbieding voor een nieuw contract eerder had ingetrokken. Op 18 januari vertelde hij in het nieuwsprogramma van Radio Flevoland per direct naar het Spaanse Valencia te gaan, waar zijn voormalig trainer Ronald Koeman op dat moment de hoofdtrainer was. Hij tekende een contract tot medio 2012.
Op 27 januari debuteerde Maduro voor de Spanjaarden in een thuiswedstrijd tegen Almería die met 0-1 werd verloren. Hij startte in alle elf duels die hij in zijn eerste seizoen speelde. Ze wonnen dat seizoen de Copa del Rey. Koeman werd niet veel later ontslagen, waardoor Maduro op de bank belandde. In zijn eerste volledige seizoen voor Valencia speelde Maduro maar weinig wedstrijden. Dit kwam mede door zijn late terugkeer bij de club door de Olympische Zomerspelen 2008. In de loop van het seizoen kreeg hij steeds meer de kans, mede door blessuregevallen koos de nieuwe hoofdtrainer Unai Emery voor de Nederlander.
Op 25 april 2009 scoorde Maduro zijn eerste officiële goal voor Valencia in een wedstrijd tegen Barcelona, die in een 2-2 gelijkspel eindigde. Hij groeide in de seizoenen erna echter niet uit tot een onomstreden basisspeler. Zeker tijdens het seizoen 2011-2012 speelde hij niet veel, door een serieuze enkelblessure. Zijn contract werd mede daardoor niet verlengd, waardoor hij transfervrij kon vertrekken.

#### Sevilla

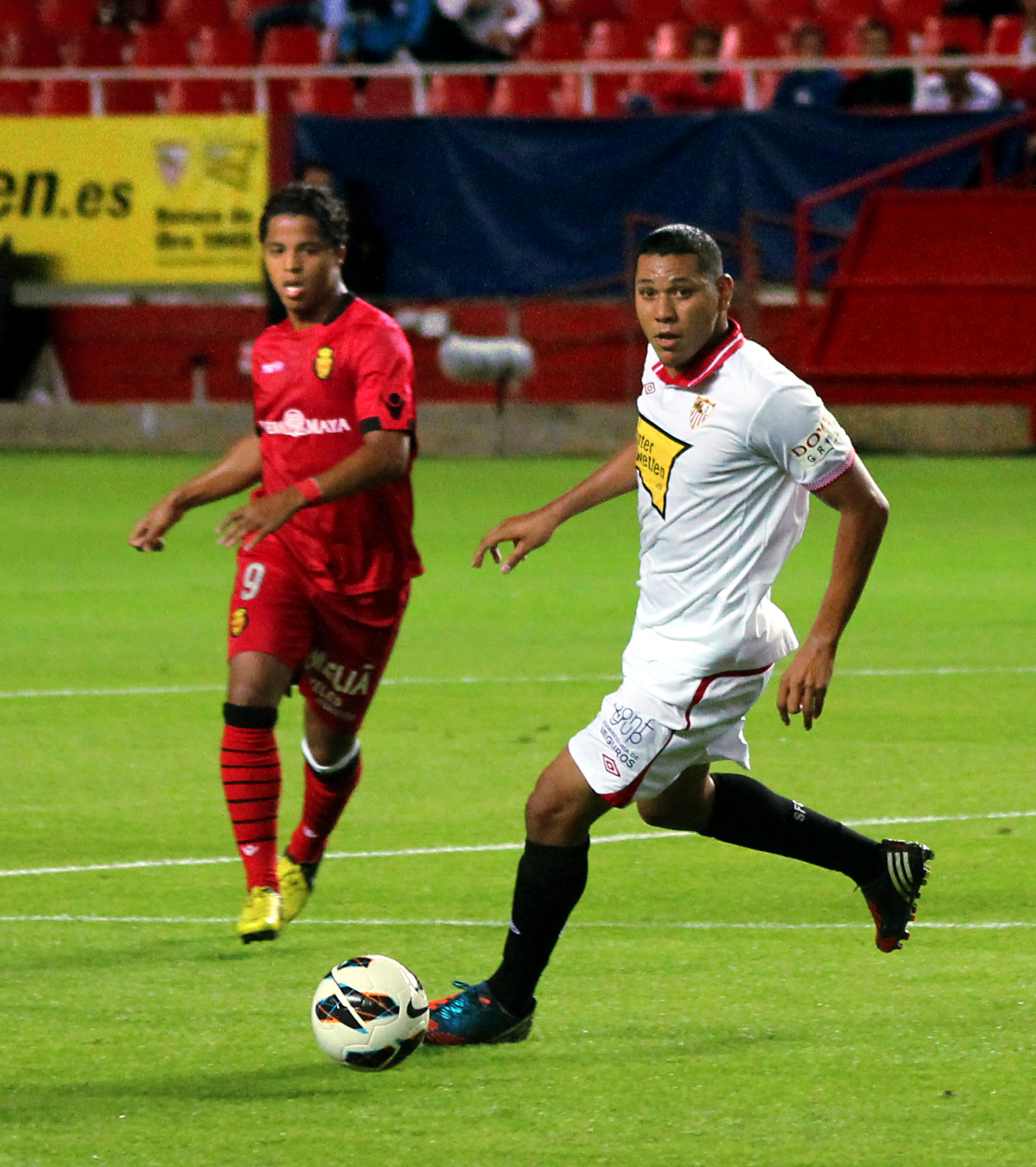
Maduro in dienst van Sevilla

Op 4 juni 2012 werd op de officiële website van Sevilla FC bekendgemaakt, dat Maduro transfervrij naar de club zal komen en een contract zal tekenen tot medio 2015. Op 29 juli 2012 werd bekend dat na onderzoek is gebleken dat Hedwiges Maduro een hartafwijking heeft. Deze hartafwijking is niet levensbedreigend.
In het seizoen 2013/14 kreeg Maduro van Sevilla geen rugnummer toegewezen waardoor hij niet speelgerechtigd was in officiële wedstrijden voor de club. Op 2 januari 2014 werd bekendgemaakt dat Sevilla en de Griekse club PAOK Saloniki, waar de Nederlandse trainer Huub Stevens op dat moment actief was, een overeenstemming hadden bereikt over een transfer.

#### PAOK Saloniki
Op 7 januari 2014 werd bekendgemaakt dat Maduro de medische keuring doorstaan had en transfervrij vertrok naar PAOK Saloniki. Hij tekende er een contract tot medio 2017. Maduro maakte twee dagen later, op 9 januari 2014, zijn officiële debuut voor PAOK. In een bekerwedstrijd uit bij Iraklis FC die met 1-0 werd gewonnen, verving hij na rust Costin Lazăr. Op 12 januari 2014 maakte Maduro zijn competitiedebuut in een thuiswedstrijd tegen Panetolikos, die met 1-0 werd gewonnen. Maduro begon in de basis en werd in de 58e minuut vervangen door Zvonimir Vukić. In zijn tweede competitiewedstrijd op 26 januari 2014 thuis tegen Veria FC, scoorde Maduro in de vijfde minuut zijn eerste officiële doelpunt voor PAOK. Door gebrek aan speeltijd werd eind augustus 2015 besloten dat zijn contract bij PAOK werd ontbonden.

#### Groningen
Maduro tekende op 26 augustus 2015 een contract tot medio 2017 bij FC Groningen, dat hem transfervrij inlijfde als vervanger van de naar Birmingham City vertrokken Maikel Kieftenbeld. De club kwam bij hem uit na een tip van selectiespeler Danny Hoesen, die zijn manager technische zaken Peter Jeltema een week eerder wist te vertellen dat Maduro beschikbaar zou worden. Op 29 augustus 2015 maakte hij zijn officiële debuut voor Groningen in de uitwedstrijd tegen FC Utrecht die met 2–0 werd verloren. Maduro kwam na rust in het veld voor Simon Tibbling. In de KNVB Beker-wedstrijd tegen FC Twente op 23 september 2015 scoorde hij zijn eerste officiële doelpunt voor Groningen. Maduro was na een uur spelen trefzeker en werd matchwinner in de met 2-1 gewonnen wedstrijd. Op 26 januari 2016 was hij in de wedstrijd tegen Willem II (1-1) met zijn eerste Eredivisie doelpunt sinds zijn terugkeer verantwoordelijk voor de gelijkmaker in de slotfase. Maduro kende een goed eerste seizoen bij Groningen waarin hij vrijwel alles speelde. Hij kwam tot 38 officiële wedstrijden waarin hij driemaal wist te scoren. Tijdens zijn laatste seizoen (onder trainer Ernest Faber) was hij vaak reservespeler of zat helemaal niet bij de selectie.

#### Omonia Nicosia
Maduro tekende in juli 2017 een tweejarig contract bij Omonia Nicosia, de nummer vijf van de A Divizion in het voorgaande seizoen. Dat nam hem transfervrij over van FC Groningen.

### International

#### Jeugelftallen
Maduro begon zijn loopbaan als jeugdinternational bij het Nederlands elftal voor spelers onder 16 jaar. Hiervoor kwam hij 6 wedstrijden in actie waarin hij eenmaal trefzeker was. Met het elftal onder 17 jaar was Maduro actief op het EK onder 17 in Denemarken. Hij kwam met Nederland echter niet door de groepsfase heen. Ook speelde hij nog eenmaal bij onder 18 jaar en was hij actief voor onder 19.
In mei 2005 werd Maduro door Foppe de Haan opgenomen in de definitieve selectie voor het WK onder 20 dat een maand later in Nederland van start ging. Maduro won met Nederland alle wedstrijden in de groepsfase. In de wedstrijd tegen Australië onder 20 (3–0 winst) opende hij na 20 minuten spelen de score. In het laatste groepsfase-duel tegen Benin onder 20 werd hij met het enige doelpunt de matchwinner. Na een overtuigende overwinning op Chili onder 20 kwam Maduro in de kwartfinale met Nederland niet voorbij Nigeria onder 20. Nederland verloor na strafschoppen met 10–9.
| Jeugdinterlands van Hedwiges Maduro | Jeugdinterlands van Hedwiges Maduro | Jeugdinterlands van Hedwiges Maduro | Jeugdinterlands van Hedwiges Maduro | Jeugdinterlands van Hedwiges Maduro | Jeugdinterlands van Hedwiges Maduro |
| Team (№ interlands)                 | Datum                               | Wedstrijd                           | Uitslag                             | Soort Wedstrijd                     | Doelpunten                          |
| Als speler bij Ajax                 | Als speler bij Ajax                 | Als speler bij Ajax                 | Als speler bij Ajax                 | Als speler bij Ajax                 | Als speler bij Ajax                 |
| ----------------------------------- | ----------------------------------- | ----------------------------------- | ----------------------------------- | ----------------------------------- | ----------------------------------- |
| Onder 16 (1.)                       | 9 februari 2001                     | Nederland - Duitsland               | 1 – 3                               | Walkers U-15 Tournament '01         |                                     |
| Onder 16 (2.)                       | 24 februari 2001                    | Nederland - Spanje                  | 1 – 2                               | Walker Crisp Tournament '01         |                                     |
| Onder 16 (3.)                       | 10 april 2001                       | Duitsland - Nederland               | 2 – 5                               | Vriendschappelijk                   |                                     |
| Onder 16 (4.)                       | 12 april 2001                       | Duitsland - Nederland               | 0 – 1                               | Vriendschappelijk                   |                                     |
| Onder 16 (5.)                       | 15 mei 2001                         | Nederland - Turkije                 | 2 – 1                               | Vriendschappelijk                   | 54'                                 |
| Onder 16 (6.)                       | 17 mei 2001                         | Nederland - Turkije                 | 0 – 1                               | Vriendschappelijk                   |                                     |
| Onder 17 (1.)                       | 26 september 2001                   | Ierland - Nederland                 | 0 – 1                               | Vriendschappelijk                   |                                     |
| Onder 17 (2.)                       | 10 oktober 2001                     | Portugal - Nederland                | 3 – 0                               | Vriendschappelijk                   |                                     |
| Onder 17 (3.)                       | 31 oktober 2001                     | Nederland - Polen                   | 1 – 2                               | Vriendschappelijk                   |                                     |
| Onder 17 (4.)                       | 30 november 2001                    | Wit-Rusland - Nederland             | 0 – 5                               | Vriendschappelijk                   | 4'                                  |
| Onder 17 (5.)                       | 9 februari 2002                     | Denemarken - Nederland              | 0 – 0                               | Algarve Cup '02                     |                                     |
| Onder 17 (6.)                       | 10 februari 2002                    | Nederland - Italië                  | 0 – 2                               | Algarve Cup '02                     |                                     |
| Onder 17 (7.)                       | 12 februari 2002                    | Portugal - Nederland                | 0 – 0                               | Algarve Cup '02                     |                                     |
| Onder 17 (8.)                       | 10 april 2002                       | Nederland - Tsjechië                | 0 – 4                               | Vriendschappelijk                   |                                     |
| Onder 17 (9.)                       | 27 april 2002                       | Denemarken - Nederland              | 4 – 4                               | EK 2002 groepsfase                  |                                     |
| Onder 17 (10.)                      | 29 april 2002                       | Nederland - Engeland                | 0 – 2                               | EK 2002 groepsfase                  |                                     |
| Onder 18 (1.)                       | 16 april 2003                       | Nederland - België                  | 3 – 0                               | Vriendschappelijk                   | 26'                                 |
| Onder 19 (1.)                       | 19 oktober 2003                     | Moldavië - Nederland                | 0 – 0                               | EK-kwalificatie ´04                 |                                     |
| Onder 19 (2.)                       | 21 oktober 2003                     | Nederland - Israël                  | 2 – 0                               | EK-kwalificatie ´04                 | 47'                                 |
| Onder 19 (3.)                       | 13 november 2003                    | Nederland - Zwitserland             | 1 – 4                               | Vriendschappelijk                   |                                     |
| Onder 19 (4.)                       | 17 februari 2004                    | Nederland - Engeland                | 0 – 2                               | Vriendschappelijk                   |                                     |
| Onder 19 (5.)                       | 22 mei 2004                         | Spanje - Nederland                  | 1 – 0                               | EK-kwalificatie ´04                 |                                     |
| Onder 19 (6.)                       | 24 mei 2004                         | Litouwen - Nederland                | 0 – 1                               | EK-kwalificatie ´04                 |                                     |
| Onder 20 (1.)                       | 10 juni 2005                        | Nederland - Japan                   | 2 – 1                               | WK 2005 groepsfase                  |                                     |
| Onder 20 (2.)                       | 15 juni 2005                        | Australië - Nederland               | 0 – 3                               | WK 2005 groepsfase                  | 20'                                 |
| Onder 20 (3.)                       | 18 juni 2005                        | Nederland - Benin                   | 1 – 0                               | WK 2005 groepsfase                  | 45+2'                               |
| Onder 20 (4.)                       | 22 juni 2005                        | Nederland - Chili                   | 3 – 0                               | WK 2005 achtste finale              |                                     |
| Onder 20 (5.)                       | 24 juni 2005                        | Nigeria - Nederland                 | 1 – 1 (10 – 9 wns)                  | WK 2005 kwartfinale                 |                                     |

#### Jong Oranje
Maduro debuteerde op 8 februari 2005 voor Jong Oranje in een vriendschappelijke wedstrijd tegen Jong Engeland. Pas in 2007 kwam hij weer in actie voor Jong Oranje. Hij had inmiddels al twaalf wedstrijden voor het grote oranje op zijn naam staan. Maduro speelde enkele vriendschappelijke wedstrijden mee bij Jong Oranje in aanloop naar het EK voor spelers onder 21 dat in eigen land werd gehouden. Hij werd door trainer Foppe de Haan opgenomen in de definitieve selectie voor dit EK. Tijdens de eerste wedstrijd op het EK tegen Jong Polen was Maduro verantwoordelijk voor het enige doelpunt. Maduro kende een sterk EK, dat hij met Nederland wist te winnen, en werd verkozen in het team van het toernooi.
| Interlands van Hedwiges Maduro | Interlands van Hedwiges Maduro | Interlands van Hedwiges Maduro | Interlands van Hedwiges Maduro | Interlands van Hedwiges Maduro | Interlands van Hedwiges Maduro |
| №                              | Datum                          | Wedstrijd                      | Uitslag                        | Soort Wedstrijd                | Doelpunten                     |
| Als speler bij Ajax            | Als speler bij Ajax            | Als speler bij Ajax            | Als speler bij Ajax            | Als speler bij Ajax            | Als speler bij Ajax            |
| ------------------------------ | ------------------------------ | ------------------------------ | ------------------------------ | ------------------------------ | ------------------------------ |
| 1.                             | 8 februari 2005                | Engeland - Nederland           | 1 – 2                          | Vriendschappelijk              |                                |
| 2.                             | 6 februari 2007                | Nederland - Rusland            | 3 – 0                          | Vriendschappelijk              |                                |
| 3.                             | 23 maart 2007                  | Tsjechië - Nederland           | 1 – 1                          | Vriendschappelijk              |                                |
| 4.                             | 27 maart 2007                  | Nederland - Ierland            | 1 – 0                          | Vriendschappelijk              |                                |
| 5.                             | 1 juni 2007                    | Nederland - Polen              | 1 – 0                          | EK 2007 groepsfase             |                                |
| 6.                             | 10 juni 2007                   | Nederland - Israël             | 1 – 0                          | EK 2007 groepsfase             | 10'                            |
| 7.                             | 13 juni 2007                   | Nederland - Portugal           | 2 – 1                          | EK 2007 groepsfase             |                                |
| 8.                             | 20 juni 2007                   | Nederland - Engeland           | 1 – 1 (13 – 12 wns)            | EK 2007 halve finale           |                                |
| 9.                             | 23 juni 2007                   | Nederland - Servië             | 4 – 1                          | EK 2007 finale                 |                                |

#### Nederland
Als 20-jarige liet bondscoach Marco van Basten Maduro debuteren voor Oranje. Hij maakte zijn debuut op 26 maart 2005 tijdens een WK-kwalificatieduel tegen Roemenië dat Nederland met 2-0 wist te winnen. Hij kwam in de 73ste minuut als invaller in de ploeg waar hij de plek innam van Mark van Bommel. In 2006 werd hij opgenomen in de selectie voor het WK dat werd gehouden in Duitsland. Op dit WK kwam hij eenmaal in actie tijdens het groepsduel tegen Argentinië. Na deze wedstrijd op het WK speelde hij vier jaar geen duel meer voor Oranje. In 2010 werd hij door Bert van Marwijk weer bij de selectie gehaald en speelde hij zes wedstrijden mee tijdens de kwalificatie voor het EK in 2012. Hij was een van de afvallers bij de eerste schifting die Van Marwijk maakte voor het EK voetbal 2012. 

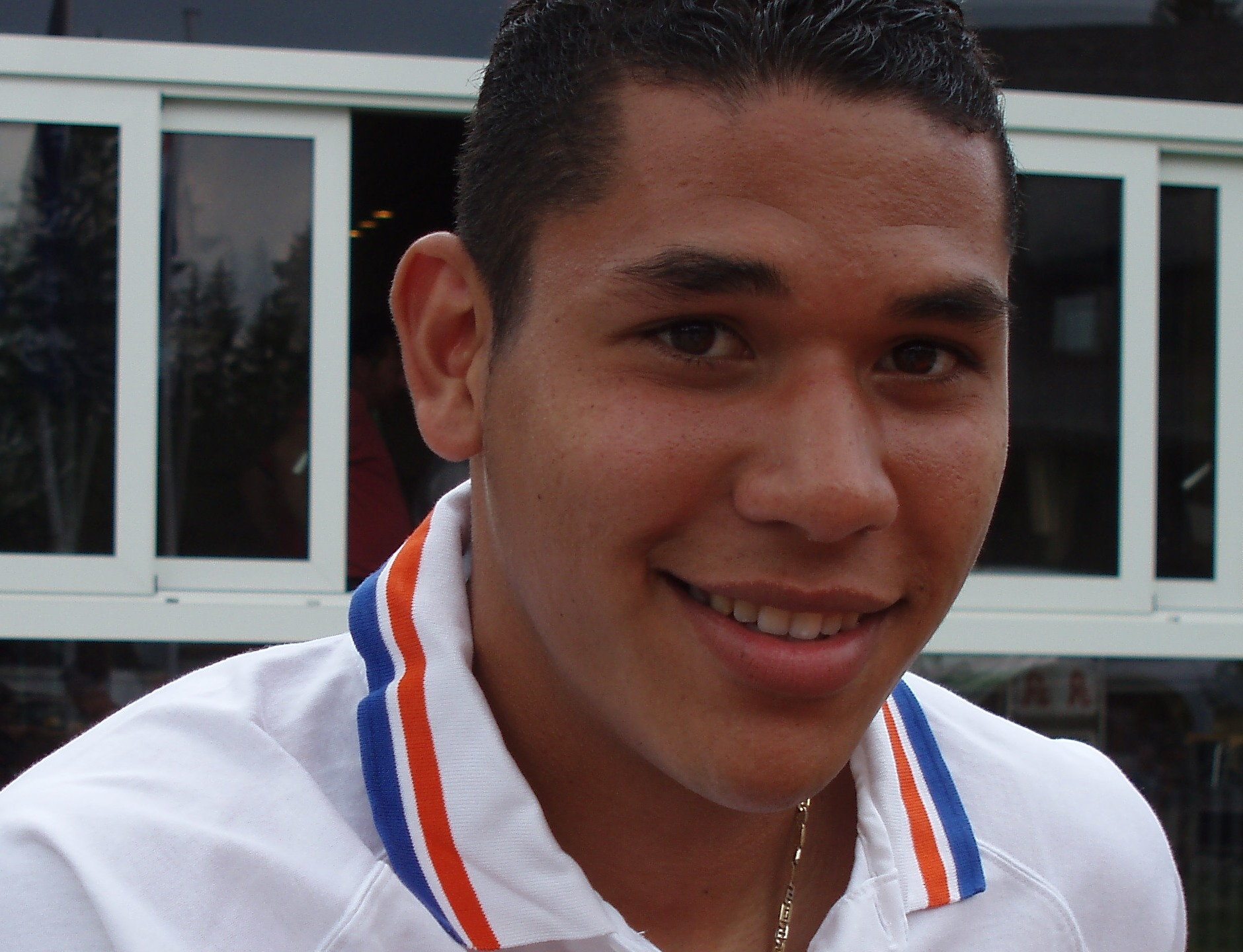
Maduro bij Oranje.

| Interlands van Hedwiges Maduro | Interlands van Hedwiges Maduro | Interlands van Hedwiges Maduro | Interlands van Hedwiges Maduro | Interlands van Hedwiges Maduro | Interlands van Hedwiges Maduro |
| №                              | Datum                          | Wedstrijd                      | Uitslag                        | Soort Wedstrijd                | Doelpunten                     |
| Als speler bij Ajax            | Als speler bij Ajax            | Als speler bij Ajax            | Als speler bij Ajax            | Als speler bij Ajax            | Als speler bij Ajax            |
| ------------------------------ | ------------------------------ | ------------------------------ | ------------------------------ | ------------------------------ | ------------------------------ |
| 1.                             | 26 maart 2005                  | Roemenië - Nederland           | 0 – 2                          | WK Kwalificatie                |                                |
| 2.                             | 4 juni 2005                    | Nederland - Roemenië           | 2 – 0                          | WK Kwalificatie                |                                |
| 3.                             | 8 juni 2005                    | Finland - Nederland            | 0 – 4                          | WK Kwalificatie                |                                |
| 4.                             | 17 augustus 2005               | Nederland - Duitsland          | 2 – 2                          | Vriendschappelijk              |                                |
| 5.                             | 3 september 2005               | Armenië - Nederland            | 0 – 1                          | WK Kwalificatie                |                                |
| 6.                             | 7 september 2005               | Nederland - Andorra            | 4 – 0                          | WK Kwalificatie                |                                |
| 7.                             | 8 oktober 2005                 | Tsjechië - Nederland           | 0 – 2                          | WK Kwalificatie                |                                |
| 8.                             | 12 oktober 2005                | Nederland - Macedonië          | 0 – 0                          | WK Kwalificatie                |                                |
| 9.                             | 1 maart 2006                   | Nederland - Ecuador            | 1 – 0                          | Vriendschappelijk              |                                |
| 10.                            | 1 juni 2006                    | Nederland - Mexico             | 2 – 1                          | Vriendschappelijk              |                                |
| 11.                            | 4 juni 2006                    | Nederland - Australië          | 1 – 1                          | Vriendschappelijk              |                                |
| 12.                            | 21 juni 2006                   | Nederland - Argentinië         | 0 – 0                          | WK Eindronde                   |                                |
| 13.                            | 11 augustus 2010               | Oekraïne - Nederland           | 1 – 1                          | Vriendschappelijk              |                                |
| 14.                            | 3 september 2010               | San Marino - Nederland         | 0 – 5                          | EK Kwalificatie                |                                |
| 15.                            | 17 november 2010               | Nederland - Turkije            | 1 – 0                          | Vriendschappelijk              |                                |
| 16.                            | 4 juni 2011                    | Brazilië - Nederland           | 0 – 0                          | Vriendschappelijk              |                                |
| 17.                            | 8 juni 2011                    | Uruguay - Nederland            | 1 – 1                          | Vriendschappelijk              |                                |
| 18.                            | 2 september 2011               | Nederland - San Marino         | 11 – 0                         | EK-Kwalificatie                |                                |

### Analist
Na afloop van zijn carrière als voetballer ging hij aan de slag voor ESPN als analist rondom wedstrijden in de Eredivisie, Keuken Kampioen Divisie en Europa League.

### Voetbaltrainer

#### Nederland
Naast zijn werkzaamheden als analist begon hij ook aan zijn opleiding tot coach betaald voetbal. Gedurende het seizoen 2018-2019 was hij assistent-trainer van Erwin van de Looi bij Jong Oranje. Het seizoen erop was hij assistent-trainer bij Nederland Onder 18.

#### Almere City
Medio 2020 werd hij hoofdtrainer van Almere City Onder 21, waarmee hij in februari 2022 het algeheel landskampioenschap behaalde tegen Feyenoord O21. In april 2022 tekende hij een contract voor twee jaar als assistent-trainer bij het eerste elftal, een rol die hij vanaf december 2021 al combineerde met het hoofdtrainerschap van de onder 21.

#### Ajax
Per 1 juli 2023 was hij assistent-trainer van Maurice Steijn bij het eerste mannenelftal van Ajax. Hij tekende een verbintenis voor drie jaar. Op 23 oktober 2023 werd het contract met Steijn ontbonden wegens tegenvallende resultaten, zo stonden de Ajacieden in het rechterrijtje. Maduro nam tijdelijk de honneurs waar als interim-hoofdtrainer, totdat John van 't Schip werd aangesteld als nieuwe hoofdtrainer. Onder Van 't Schip bleef het onrustig bij de Amsterdammers, onder andere in de bestuurskamer, maar klom de ploeg wel op naar de vijfde positie als eindresultaat.

#### Terug bij Almere City
Op 13 mei 2024 werd bekend dat Maduro Alex Pastoor op zou volgen bij Almere City als hoofdtrainer van De Zwarte Schapen. Eerder was Maduro assistent van Pastoor bij die club.
Door tegenvallende resultaten werd Maduro op 18 december 2024 ontslagen door de club.

## Statistieken
| Seizoen         | Club            |                      | Competitie       | Competitie | Competitie | Beker | Beker | Internationaal | Internationaal | Overig | Overig | Totaal | Totaal |
| Seizoen         | Club            | Wed.                 | Competitie       | Dlp.       | Wed.       | Dlp.  | Wed.  | Dlp.           | Wed.           | Dlp.   | Wed.   | Dlp.   |        |
| --------------- | --------------- | -------------------- | ---------------- | ---------- | ---------- | ----- | ----- | -------------- | -------------- | ------ | ------ | ------ | ------ |
| 2004/05         | Ajax            | Vlag van Nederland   | Eredivisie       | 12         | 2          | 2     | 0     | 1              | 0              | 0      | 0      | 15     | 2      |
| 2005/06         | Ajax            | Vlag van Nederland   | Eredivisie       | 28         | 3          | 3     | 0     | 9              | 0              | 3      | 0      | 43     | 3      |
| 2006/07         | Ajax            | Vlag van Nederland   | Eredivisie       | 15         | 0          | 4     | 1     | 7              | 0              | 3      | 0      | 29     | 1      |
| 2007/08         | Ajax            | Vlag van Nederland   | Eredivisie       | 15         | 4          | 2     | 1     | 2              | 0              | 1      | 0      | 20     | 5      |
| Club totaal     | Club totaal     | Club totaal          | Club totaal      | 70         | 9          | 11    | 2     | 18             | 0              | 7      | 0      | 107    | 11     |
| 2007/08         | Valencia        | Vlag van Spanje      | Primera División | 11         | 0          | 2     | 0     | 0              | 0              | —      | —      | 13     | 0      |
| 2008/09         | Valencia        | Vlag van Spanje      | Primera División | 22         | 1          | 4     | 0     | 6              | 0              | 0      | 0      | 32     | 1      |
| 2009/10         | Valencia        | Vlag van Spanje      | Primera División | 18         | 0          | 2     | 0     | 12             | 1              | —      | —      | 32     | 1      |
| 2010/11         | Valencia        | Vlag van Spanje      | Primera División | 18         | 1          | 4     | 0     | 2              | 0              | —      | —      | 24     | 1      |
| 2011/12         | Valencia        | Vlag van Spanje      | Primera División | 7          | 0          | 2     | 0     | 6              | 0              | —      | —      | 15     | 0      |
| Club totaal     | Club totaal     | Club totaal          | Club totaal      | 76         | 2          | 14    | 0     | 26             | 1              | 0      | 0      | 116    | 3      |
| 2012/13         | Sevilla         | Vlag van Spanje      | Primera División | 26         | 0          | 4     | 0     | —              | —              | —      | —      | 30     | 0      |
| 2013/14         | Sevilla         | Vlag van Spanje      | Primera División | 0          | 0          | 0     | 0     | 1              | 0              | —      | —      | 1      | 0      |
| Club totaal     | Club totaal     | Club totaal          | Club totaal      | 26         | 0          | 4     | 0     | 1              | 0              | 0      | 0      | 31     | 0      |
| 2013/14         | PAOK Saloniki   | Vlag van Griekenland | Alpha Ethniki    | 9          | 2          | 4     | 1     | 2              | 0              | —      | —      | 15     | 3      |
| 2014/15         | PAOK Saloniki   | Vlag van Griekenland | Alpha Ethniki    | 10         | 1          | 1     | 0     | 4              | 0              | —      | —      | 15     | 1      |
| 2015/16         | PAOK Saloniki   | Vlag van Griekenland | Alpha Ethniki    | 0          | 0          | 0     | 0     | 2              | 0              | —      | —      | 2      | 0      |
| Club totaal     | Club totaal     | Club totaal          | Club totaal      | 19         | 3          | 5     | 1     | 8              | 0              | 0      | 0      | 32     | 4      |
| 2015/16         | FC Groningen    | Vlag van Nederland   | Eredivisie       | 28         | 1          | 2     | 1     | 6              | 1              | 2      | 0      | 38     | 3      |
| 2016/17         | FC Groningen    | Vlag van Nederland   | Eredivisie       | 4          | 0          | 0     | 0     | —              | —              | —      | —      | 4      | 0      |
| Club totaal     | Club totaal     | Club totaal          | Club totaal      | 30         | 1          | 2     | 1     | 6              | 1              | 2      | 0      | 40     | 3      |
| 2017/18         | Omonia Nicosia  | Vlag van Cyprus      | A Divizion       | 28         | 1          | 0     | 0     | —              | —              | —      | —      | 28     | 0      |
| Club totaal     | Club totaal     | Club totaal          | Club totaal      | 28         | 1          | 0     | 0     | 0              | 0              | 0      | 0      | 28     | 1      |
| Carrière totaal | Carrière totaal | Carrière totaal      | Carrière totaal  | 250        | 16         | 36    | 4     | 58             | 2              | 9      | 0      | 355    | 22     |

## Erelijst
Ajax
- Johan Cruijff Schaal: 2005, 2006, 2007
- KNVB beker: 2005/06, 2006/07

 Valencia
- Copa del Rey: 2007/08

 Nederland onder 21
- UEFA EK onder 21: 2007

Individueel
- Ajax Talent van het Jaar: 2005